# Bachea huilensis
Bachea es un género extinto de pez actinopterigio que vivió durante el Cretácico Superior en lo que ahora es América del Sur. La especie tipo y única conocida es Bachea huilensis, descrita en 1997 por María Páramo de rocas de la época del Turoniense en el departamento de Huila, en Colombia.

## Descripción
El nombre del género Bachea deriva del río Baché en Huila y el nombre de la especie se refiere a ese departamento, en donde se encontraron sus fósiles. Este pez se clasifica bajo el suborden Tselfatoidei, pero su clasificación a nivel de familia es incierto. El hallazgo de este fósil constituye el primer ejemplar de este suborden en Colombia, extendiendo su distribución conocida.
Este pez tenía un cuerpo alto con la aleta dorsal plegada a lo largo del lomo. La boca era relativamente pequeña, con dientes que sobresalían. Estas características se encuentran en otras especies de peces de inicios del Cretácico Superior, tales como Concavotectum moroccensis de los lechos de Kem Kem en Marruecos. Los varios especímenes descubiertos varían de 50 centímetros a 1 metro de longitud, haciendo de Bachea una de las mayores formas en su orden. Se considera que vivían en ambientes costeros y probablemente tenían una dieta con consumo de carroña.

## Paleoecología

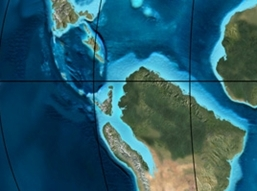
Paleogeografía del norte de Suramérica
hace 90 millones de años, por Ron Blakey

Los fósiles de Bachea huilensis fueron reportados en la Formación La Frontera del Grupo Villeta, una formación que data del Turoniense. Al igual que el mosasáurido Yaguarasaurus columbianus, encontrado en la misma formación, la formación La Frontera no había sido registrada al sur del departamento de Cundinamarca. Las formaciones con equivalencia temporal a la formación La Frontera, la cual se restringe a la zona central de la Cordillera Oriental en los Andes colombianos, son las formaciones Hondita y Loma Gorda (pertenecientes al Grupo Güagüaquí) del  centro-sur del valle superior del río Magdalena y las zonas circundantes de las cordilleras Oriental y Central. Estas formaciones fueron depositadas en una secuencia relativamente alta con un evento de disminución del oxígeno oceánico en la vía marítima presente durante el Cretácico Superior en el noreste de América del Sur. Otros peces extintos hallados de este periodo son Pachyrhizodus etayoi también del Turoniense de Huila, y Candelarhynchus padillai de la Formación San Rafael, que también es rica en su fauna de ammonites y preserva también crustáceos.
La formación Loma Gorda de las épocas del Turoniense al inicio del Coniaciense ha proporcionado muchos géneros de ammonites, mientras que la subyacente formación Hondita es pobre en registros de estos cefalópodos y probablemente data del Cenomaniense.